# Eupithecia cinnamomata
Euphitecia cinnamomata es una especie de polilla de la familia Geometridae. La especie fue descrita por primera vez por David Stephen Fletcher habiendo sido descrita en 1951, con distribución en Sudáfrica. El holotipo de la especie fue descrita en el Estado Libre de Orange.